# Regionalliga Sud (1994-2008)
Ne doit pas être confondu avec la Regionalliga Süd qui fut une ligue au niveau 2 entre 1963 et 1974 et la Regionalliga Süd qui se joue depuis la saison 2008-2009 au niveau 4 du football allemand
La Regionalliga Süd (traduction: Ligue régionale Sud) fut une ligue allemande de football.
De 1994 à 2008, elle fut placée au 3e niveau (donc équivalent Division 3) de la hiérarchie du football allemande.
À partir de la saison 2008-2009, à la suite de l'instauration de la 3. Liga, cette ligue devint la Regionalliga Sud, une compétition de niveau 4.

## Histoire
À la suite de la réunification allemande de 1990, la DFB vit revenir un grand nombre de clubs de l'ex-RDA.
Afin d'intégrer toutes ces équipes dans sa hiérarchie, la Fédération allemande procéda par étapes. L'une d'elles fut la réorganisation du 3e niveau occupé depuis 1978 par les Oberligen (1974 pour les régions "Nord" et "Berlin").

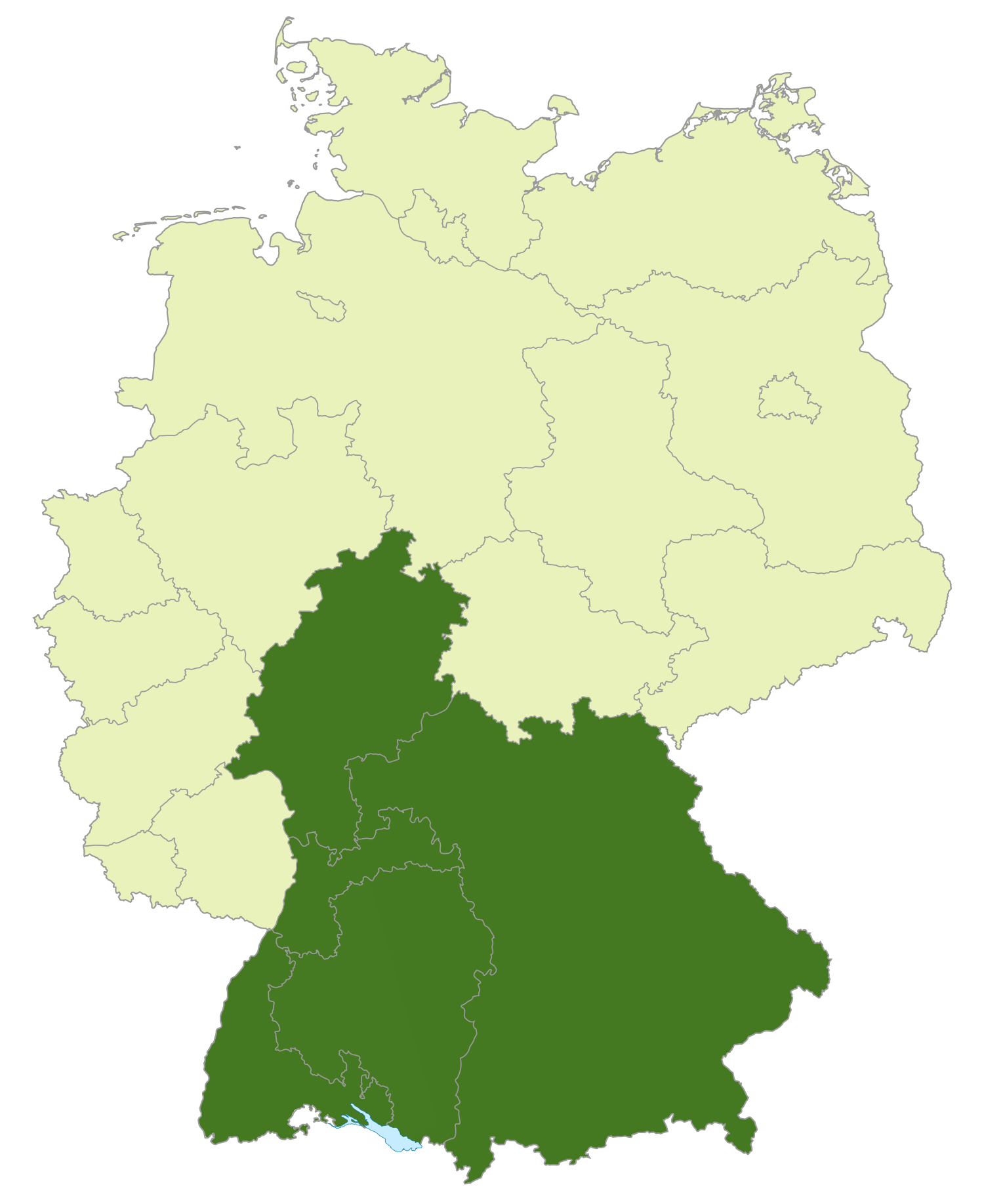
La Regionalliga "Sud" de 1994 à 2000

À partir de la saison "1994-1995", le 3e étage de la pyramide devint la Regionalliga. Elle fut initialement partagée en quatre séries (Nord, Ouest/Sud-Ouest, Sud et Nord-Est). Et, hiérarchiquement, elle se situa donc entre la 2. Bundesliga et les Oberligen.
Entre la saison 1994-1995 et la saison "1999-2000", la Regionalliga Süd regroupa les équipes localisées dans les Länder de Bade-Wurtemberg, Bavière et Hesse.

### De 4 à deux séries
À partir de 2000, la DFB ramena la Regionalliga de 4 à 2 séries (Nord et Sud).
La Regionalliga Nord vit alors s'ajouter les équipes des Länder de Rhénanie-Palatinat et de Sarre. Entre 1994 et 2000, les équipes de ces Länder firent partie de Regionalliga West-Südwest.
La Regionalliga Sud engloba aussi les équipes du Land de Thuringe avant 2004. Entre 1994 et 2000, les équipes de ce Land firent partie de la Regionalliga Nordost, à partir de la saison 2004-2005 ces équipes rejoignent la Regionalliga Nord.

## Promotion / Relégation

### Montée
La promotion vers la 2. Bundesliga se fit selon différentes procédures.
Lors des deux premières saisons, seul le champion de la Regionalliga Süd fut directement promu en 2. Bundesliga.
En "1996-1997", les deux premiers classés furent directement promus en 2. Bundesliga.
À partir de la saison "1997-1998", et pendant trois saisons, le champion fut promu directement alors que le vice-champion devait jouer un barrage à trois avec le vice-champion de la Regionalliga West-Südwest, et le perdant d'un premier barrage entre les champions de la Regionalliga Nord et de la Regionalliga Nordost.
À partir de la  saison "2000-2001", les deux premiers classés furent directement promus en 2. Bundesliga. Les équipes "réserves" des clubs professionnels ne pouvaient pas dépasser ce niveau et donc n'étaient pas promues.

### Descente
Les clubs relégués descendirent dans la série "Oberliga" qui les concernait. Celle-ci pouvait être l'une des séries suivantes : 
- Oberliga Baden-Württemberg (de 1994 à 2008)
- Oberliga Bayern (de 1994 à 2008)
- Oberliga Hessen (de 1994 à 2008)
- Oberliga Nordost Süd (à partir de 2001, pour les équipes du Land de Thuringe)

## Palmarès
Les cases vertes et lettres grasses indiquent les clubs qui furent promus en 2. Bundesliga.
| Année | Champion               | Vice-champion          |
| ----- | ---------------------- | ---------------------- |
| 1995  | SpVgg Unterhaching     | Stuttgarter Kickers    |
| 1996  | Stuttgarter Kickers    | VfR Mannheim           |
| 1997  | 1. FC Nürnberg         | SpVgg Greuther Fürth   |
| 1998  | SSV Ulm 1846           | Offenbacher FC Kickers |
| 1999  | SV Waldhof Mannheim    | Offenbacher FC Kickers |
| 2000  | SSV Reutlingen 05      | SC Pfullendorf         |
| 2001  | Karlsruher SC          | VfB Stuttgart II       |
| 2002  | SV Wacker Burghausen   | Eintracht Trier        |
| 2003  | SpVgg Unterhaching     | SSV Jahn Regenburg     |
| 2004  | FC Bayern München II   | FC Rot-Weiß Erfurt     |
| 2005  | Offenbacher FC Kickers | Sportfreunde Siegen    |
| 2006  | FC Augsburg            | TuS Koblenz            |
| 2007  | SV Wehen               | TSG Hoffenheim         |
| 2008  | FSV Frankfurt          | FC Ingolstadt 04       |

- En fin de saison 2003-2004, le deuxième montant fut le 1. FC Saarbrücken, classé 3e, car le règlement interdisait au FC Bayern München II de monter au 2e niveau (il doit y avoir au moins deux divisions d'écart entre l'équipe "Première" et la "Réserve")